# Candid camera
Candid camera verwijst naar het fotograferen of filmen van personen die niet weten dat zij gefotografeerd of gefilmd worden. De term wordt nu vooral gebruikt voor televisieprogramma's waarin willekeurige mensen zonder het te weten in humoristische situaties worden gefilmd. Candid camera (eigenlijk: openhartige camera) betekent in de praktijk verborgen camera.

## Fotografie
De term werd voor het eerst in 1929 gebruikt in het tijdschrift Londense Graphic, om de techniek van de journalist Erich Salomon te beschrijven die foto's nam van mensen alsof hij 'onzichtbaar' was. Straatfotografie verschilt in doel en visie van candid fotografie, al heeft ze er wel mee gemeen dat de fotograaf de foto niet tracht te orkestreren en ensceneren.

## Televisie en film
In de televisiewereld was de formule 'candid camera' al succesvol toen de KRO in 1963 in Nederland een variant presenteerde onder de naam Kiekeboe, gepresenteerd door Teddy Scholten. De opvolger van Kiekeboe was Poets, van de AVRO, met Fred Oster als presentator. Medewerkers van Poets waren onder anderen Cherry Duyns, C. Buddingh', Gerard van Lennep en Frits Bom.
In 1982 lanceerde Ralph Inbar Bananasplit, bij de TROS. De grappen werden gaandeweg steeds inventiever, maar ook ingewikkelder. Inbar voerde regelmatig bekende Nederlanders op als "slachtoffer". Zo ontstak Ajax-voetballer Søren Lerby, toen nog getrouwd met Willeke Alberti, in grote woede toen Van Lennep een telefooncel ging plaatsen op zijn oprijlaan.
De Duitse televisie heeft ook een programma in het genre gehad: Verstehen Sie Spaß?.
Voor het filmen met een verborgen camera maakte men in het verleden vaak gebruik van eenzijdig-spiegelend glas, in autoruiten of in winkels, en zendermicrofoons. De moderne techniek van steeds kleinere camera's maakt het mogelijk te filmen met apparatuur die niet snel wordt ontdekt.
Een geschiedenis van juridische procedures heeft ertoe geleid dat scènes opgenomen met een verborgen camera niet meer kunnen worden uitgezonden zonder toestemming vooraf van de betrokkenen. Daartoe wordt een contract ondertekend.